# The One (film fra 2001)
 For alternative betydninger, se The One. (Se også artikler, som begynder med The One)
The One er en amerikansk science-fiction actionfilm fra 2001, der er instrueret af James Wong, skrevet af Wong og Glen Morgan, og med Jet Li, Delroy Lindo, Carla Gugino og Jason Statham på rollelisten. Corey Yuen har lavet koreografien
Filmen behandler konceptet multivers og interdimensionel rejse, og den følger Gabriel Yulaw (Jet Li), en agent der rejser til parallelle virkeligheder for at dræbe andre versioner af sig selv, for at blive et mytisk supervæsen kaldet "The One". Li spiller en dobbeltrolle som Yulaw og Gabe Law, en betjent i LASD der arbejder sammen med multivers-agenter for at forhindre Yulaw i at blive til The One.
The One blev udgivet i USA 2. november 2001, og modtog negative anmeldelser. Den indspillede for $79,6 mio.

## Medvirkende
- Jet Li spiller en række rolle:
  - Officer Gabe Law
  - Gabriel Yulaw
  - Yu Fook Law
  - Swen Law
  - Ni Dilaw
  - Kia Jilaw
  - Seth Law
  - Frun Law
  - Lawless
- Jason Statham som agent Evan Funsch
- Delroy Lindo som:
  - Agent Harry Rodecker
  - Arri
- Carla Gugino som:
  - T.K. Law
  - Massie Walsh
  - Dr. Carla
- James Morrison som:
  - Officer Bobby Aldrich
  - Anubis Universe Inmate #1
- Dylan Bruno som Officer Yates
- Richard Steinmetz som Officer D'Antoni
- Archie Kao som Officer Woo
- Dean Norris som L.A.S.D. Sergeant Siegel from Anubis Universe and Charis Universe.
- Steve Rankin som M.V.A. Supervisor
- Tucker Smallwood som Prison Warden of M.V.A.
- Harriet Sansom Harris som Nurse Besson
- Mark Borchardt som Cesar
- Doug Savant som L.A.P.D. officer (ukrediteret)